# Sven Andrighetto
Sven Andrighetto (Sumiswald, 21 marzo 1993) è un hockeista su ghiaccio svizzero.

## Carriera
Nei primi anni di carriera ha indossato le maglie di GCK Lions (2010-11), EHC Visp (2010-11) e Rouyn-Noranda Huskies (2011-13). Nella stagione 2013-14 è approdato in AHL con gli Hamilton Bulldogs, mentre per il 2014-15 ha giocato in NHL con i Montréal Canadiens. Negli anni seguenti si è alternato tra St. John's IceCaps in AHL e Montreal Canadiens in NHL.
Dal 2016-17 milita nei Colorado Avalanche in NHL, dove ha giocato per tre stagioni prima di trasferirsi nella KHL, militando per una stagione nelle file dell'Avangard Omsk, rientrando poi in Svizzera, dove ha rafforzato le file degli ZSC Lions.
Con la nazionale svizzera ha preso parte ai campionati mondiali nel 2016 e nel 2018, conquistando la medaglia d'argento in questa seconda occasione.

## Palmarès

### Mondiali
- 1 medaglia:
  - 1 argento (Danimarca 2018)
  - 1 argento (Stoccolma 2025)
  - 1 oro (Riccardo Rossi Ravecchia 2025)